# Elisabeth Frenzel
Elisabeth Frenzel (née Lüttig-Niese), 28 janvier 1915 à Naumburg - 10 mai 2014 à Berlin est une critique littéraire allemande.

## Biographie
Frenzel est la fille du juriste Oswig Lüttig-Niese et de son épouse Elisabeth, née Niese. Elle étudie à l'Université Humboldt de Berlin, où elle obtient son doctorat avec Julius Petersen avec sa thèse Die Gestalt des Juden auf der neueren deutschen Bühne. Ce travail trahit un enthousiasme fervent pour le nazisme et un antisémitisme fondé sur la théorie de la race humaine de Hans Günther. À la fin de la guerre, le livre est placé dans la liste des ouvrages à éliminer (de) en zone d'occupation soviétique.
En 1938, peu avant l'obtention de son doctorat, Frenzel avait épousé Herbert A. Frenzel, le rédacteur en chef du magazine de propagande nazi Der Angriff, puis conseiller du gouvernement au Ministère de l'Éducation du peuple et de la Propagande du Reich, qu'elle a remercié dans l'épilogue de sa thèse "d'avoir élargi mon intérêt pour l'étude en mettant l'accent sur les questions politico-culturelles actuelles".
Elisabeth Frenzel n'a pas été membre du Parti national socialiste des travailleurs allemands. Cependant, jusqu'à la fin de la Seconde Guerre mondiale, elle travaille comme employée scientifique pour l'"Amt für Kunstpflege" d'Alfred Rosenberg et comme assistante scientifique pour l'École supérieure du NSDAP. Son pamphlet Der Jude im Theater, publié en 1943 dans le Schriftenreihe zur weltanschaulichen Schulungsarbeit der NSDAP, a été décrit en 2003 par Jochen Hörisch (de) dans le Neue Zürcher Zeitung comme "l'une des pires publications antisémites jamais publiées par une plume germaniste". Elle s'est également efforcée de produire un lexique des écrivains juifs pour l'Institut de recherche sur la question juive de Rosenberg, qui, à l'instar du Lexikon der Juden in der Musik (de) déjà publié par cet institut, devait servir à exclure plus facilement les artistes juifs de la vie culturelle allemande. Dans la phase finale de la guerre mondiale, un projet d'une telle envergure n'était plus concevable ; au lieu de cela, un manuel en un volume a été annoncé en 1944 pour 1945, mais n'est jamais paru.
Après la Seconde Guerre mondiale, Frenzel a travaillé comme écrivain universitaire indépendant. Avec son mari, elle a écrit l'ouvrage de référence Daten deutscher Dichtung. Chronologischer Abriß der deutschen Literaturgeschichte, publié pour la première fois par Kiepenheuer & Witsch en 1953 avec 35 nouvelles éditions à plusieurs centaines de milliers d'exemplaires jusqu'en 2007, chacune étant mise à jour par Elisabeth Frenzel en concertation avec l'éditeur. Ce n'est qu'après que Volker Weidermann ait qualifié de "scandale", dans un article de la Frankfurter Allgemeine Sonntagszeitung en mai 2009, le fait que cette "œuvre fondamentale" ne recense aucune œuvre d'auteurs éminents persécutés par les Nazis, comme Kurt Tucholsky, Klaus Mann, Joachim Ringelnatz ou Oskar Maria Graf, ou, comme dans le cas de Armin Wegner ou Irmgard Keun, ne mentionnait même pas leurs noms, mais rendait en même temps un hommage détaillé à des auteurs nationaux-socialistes tels que Erwin Guido Kolbenheyer ou Richard Billinger (de) et à leurs œuvres, que la dtv Verlagsgesellschaft (de) a retiré l'œuvre "de son programme avec effet immédiat".
Les ouvrages de référence d'Elisabeth Frenzel sur l'histoire des matériels et des motifs dans la littérature allemande ont également fait l'objet de plusieurs éditions. Avec ces ouvrages, les Frenzel, qui avaient un bagage politique et idéologique considérable, ont été réintégrés dans la germanistique et les études théâtrales allemandes des années 1950 (Herbert A. Frenzel est devenu rédacteur en chef de la "Deutsche Gesellschaft für Theatergeschichte" en 1951), mais on leur a refusé une carrière académique.
De 1978 à 2001, Elisabeth Frenzel a été membre de la commission de recherche littéraire sur les motifs et les thèmes de l'Académie des sciences de Göttingen. En 1997, elle reçoit le ruban de l'Ordre du Mérite de la République fédérale d'Allemagne. Elle termine sa vie à Berlin.

## Signification pour la recherche narrative
L'importance de Frenzel pour la recherche narrative en langue allemande après 1960 est incontestable, même si elle a choisi une approche littéraire des motifs et des matériels. Ses ouvrages de référence Stoffe der Weltliteratur et Motive der Weltliteratur sont encore utilisés aujourd'hui, et quiconque souhaite poursuivre méthodiquement la recherche littéraire sur les motifs et les thèmes, longtemps tombée en disgrâce dans les pays germanophones, trouvera de nombreuses suggestions dans les écrits programmatiques de Frenzel.
Dans l'Encyclopédie du conte orientée vers le folklore, qui - non sans controverse - rend également hommage à des auteurs vivants, Gero von Wilpert a écrit un article d'hommage sur Frenzel qui, tout en louant la prise en compte de la littérature populaire dans son travail et en soulignant la reconnaissance internationale de ses recherches sur les matériels et les motifs, n'aborde pas la période nazie ni le sujet de la thèse.

## Publications
- Die Gestalt des Juden auf der neueren deutschen Bühne. Konkordia, Bühl 1940 (thèse pour l'Université de Berlin, 1940)
- Judengestalten auf der deutschen Bühne. Ein notwendiger Querschnitt durch 700 Jahre Rollengeschichte. Version publiée de la thèse, Deutscher Volksverlag, Munich 1940
- Der Jude im Theater (Schriftenreihe zur weltanschaulichen Schulungsarbeit der NSDAP; cahier. 25). Franz-Eher-Verlag (de), Munich 1943
- Daten deutscher Dichtung. Chronologischer Abriß der deutschen Literaturgeschichte. Avec Herbert A. Frenzel. Kiepenheuer & Witsch, 1953, 34 éditions chez Deutscher Taschenbuch Verlag, 2004
- Theodor Matthias: Das neue deutsche Wörterbuch. Unter besonderer Berücksichtigung der Rechtschreibung sowie der Herkunft, Bedeutung und Fügung der Wörter, auch der Lehn- und Fremdwörter. 9e édition. Verlag Praktisches Wissen, 1954 (en collaboration avec Elisabeth Frenzel et Herbert A. Frenzel)
- Stoffe der Weltliteratur. Ein Lexikon dichtungsgeschichtlicher Längsschnitte (Kröners Taschenausgabe (de). Vol. 300). Kröner, Stuttgart 1962, Stoffe der Weltliteratur : Ein Lexikon dichtungsgeschichtl. Längsschnitte dans la Bibliothèque Nationale allemande, (2e édition, 1963, 10e édition en 2005).
- Stoff-, Motiv- und Symbolforschung. J.B. Metzler (de), Stuttgart 1963, 4e édition 1978.
- Stoff- und Motivgeschichte. In: Wolfgang Stammler (de) (éd.): Deutsche Philologie im Aufriß. Vol. 1, 2e édition. Berlin 1957, pp. 281–332.
- Stoff- und Motivgeschichte. Verlag Schmidt, 1966, 2e édition 1974,  (ISBN 3-503-00784-9).
- Motive der Weltliteratur. Ein Lexikon dichtungsgeschichtlicher Längsschnitte (Kröners Taschenausgabe. Band 301). Kröner, Stuttgart 1976,  (ISBN 3-520-30101-6), (6e édition 2008).
- Vom Inhalt der Literatur. Stoff – Motiv – Thema. Herder, 1980,  (ISBN 3-451-17402-2).
- Federstriche. Ein immerwährender Literaturkalender. Avec Herbert A. Frenzel. Artemis, 1987,  (ISBN 3-7608-4950-4).
- Vergilbte Papiere. Die zweihundertjährige Geschichte einer bürgerlichen Familie. Droste, 1990,  (ISBN 3-7700-0877-4) (sur la Famille Niese)